# Halberstadt CL.II
Die Halberstadt CL.II war ein Schlachtflugzeug der deutschen Fliegertruppe im Ersten Weltkrieg.

## Entwicklung
August 1916 führte die Inspektion der Fliegertruppen die neue Kategorie CL (L=leicht) für Zweisitzer mit weniger als 750 kg Leergewicht und 160–180 PS Motorstärke ein. Diese waren zunächst als zweisitzige Begleitjäger zum Einsatz in den Schutz-, später Schlachtstaffeln und -geschwadern vorgesehen.
Als erstes Flugzeug dieses neuen Typs stellte die Halberstädter Flugzeugwerke G.m.b.H. die CL.II vor.
Pilot und Beobachter waren in einem verlängerten gemeinsamen Cockpit untergebracht, was die Verständigung der Besatzung deutlich erleichterte. Die Maschine wirkte klein und kompakt, bot allerdings auch nur wenig Raum für Ausrüstung und Munition. Die hoch montierte MG-Drehringlafette zwang allerdings den Beobachter, beim Feuern auf unten liegende Ziele auf den Sitz oder den Benzintank zu steigen; er riskierte damit, beim Kurvenflug aus dem Flugzeug zu stürzen. Probleme bereitete zunächst auch das Fahrgestell, das später verstärkt wurde. Im September wurde das Flugzeug vom Kogenluft (Kommandierender General der Luftstreitkräfte) für den Einsatz freigegeben.
Die Flugzeuge erhielten ein, später auf Antrag der Truppe auch zwei, starre, mit dem Propeller synchronisierte 7,92-mm-LMG 08/15 für den Piloten sowie ein 7,92-mm-Parabellum-MG für den Beobachter.
Es ergingen entsprechende Produktionsorder, die bei den Halberstädter Flugzeugwerken und in Lizenz bei den Bayerischen Flugzeugwerken bestellt wurden. Insgesamt wurden 779 Flugzeuge gebaut.
Es wurden einige Maschinen einer Variante C.IIa mit dem leistungsstarken 185 PS BMW-IIIa-Motor gebaut; es ist jedoch zweifelhaft, ob sie noch rechtzeitig zum Einsatz an die Front gelangten.
Einige Maschinen wurden 1919–1920 von der polnischen Fliegertruppe verwendet.

## Einsatz
Die ersten CL.II kamen ab Ende Juli 1917 an die Front und bewährten sich sofort, sowohl im Luftkampf als auch im Einsatz gegen Bodenziele. Einzelne Maschinen gingen auch als Schutzflugzeuge an die Jagdstaffeln sowie an Bogohl 3 als Nachtjäger. Auch am 30. November 1917 bei der Schlacht von Cambrai bewährten sich die CL.II.
Die CL.II und ihr ab Juni 1918 erscheinender Nachfolgetyp Halberstadt CL.IV kamen bis zum Kriegsende auch als Nachtjäger gegen einfliegende feindliche Bombengeschwader zum Einsatz.

## Technische Daten

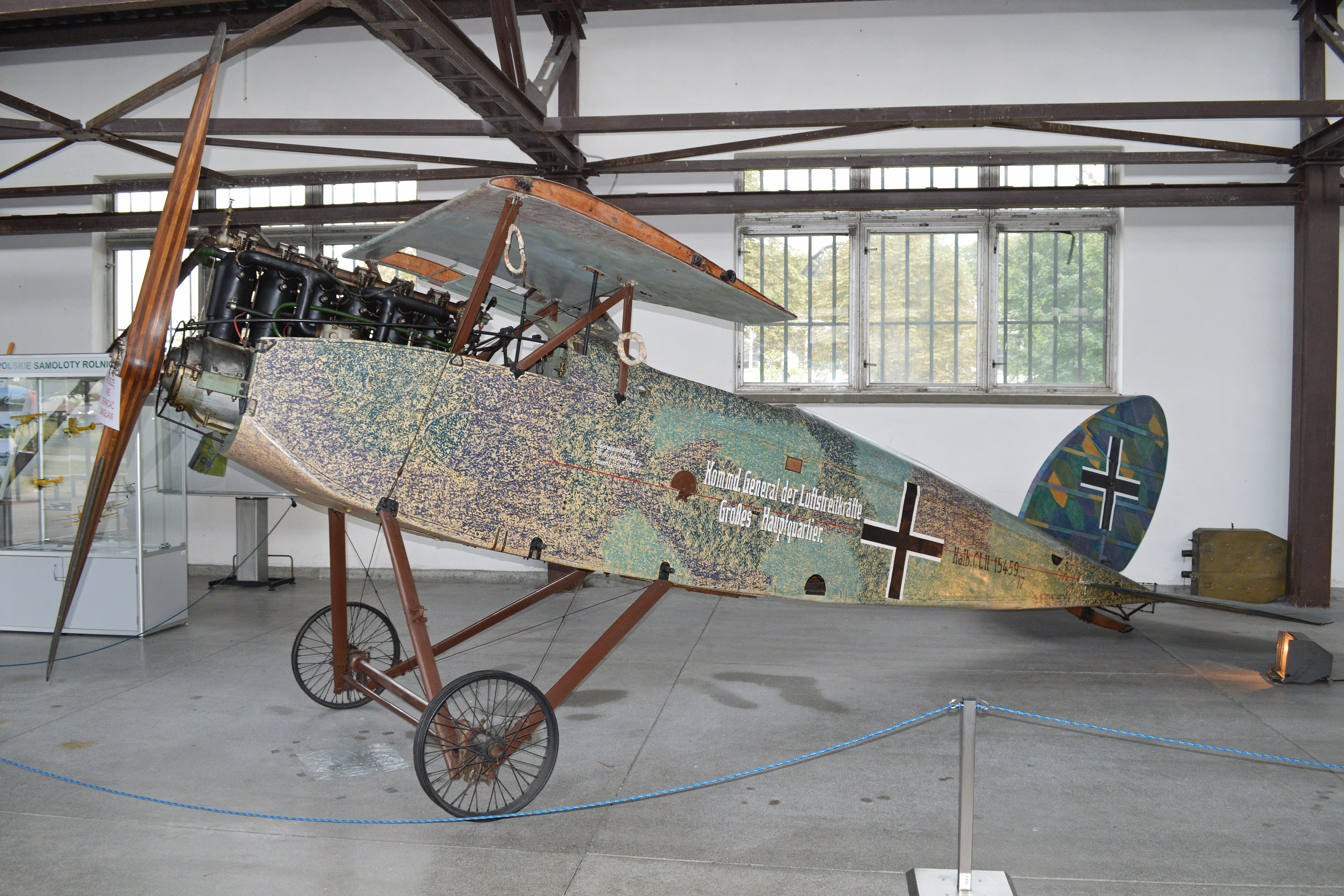
Rumpf einer CL.II im Polnischen Luftfahrtmuseum

| Kenngröße                   | Daten                                   |
| --------------------------- | --------------------------------------- |
| Baujahr                     | 1917–1918                               |
| Einsatzzweck                | Schutz-/Schlachtflugzeug                |
| Besatzung                   | 2                                       |
| Länge                       | 7,75 m                                  |
| Spannweite                  | 10,77 m                                 |
| Höhe                        | 2,75 m                                  |
| Flügelfläche                | 27,50 m²                                |
| Leermasse                   | 730 kg                                  |
| Startmasse                  | 1070 kg                                 |
| wassergekühlter Reihenmotor | Mercedes D III, 160 PS (118 kW)         |
| Höchstgeschwindigkeit       | 175 km/h in NN, 165 km/h in 5000 m Höhe |
| Steigzeit auf 1000 m        | 5 min                                   |
| Steigzeit auf 1500 m        | 9:25 min                                |
| Steigzeit auf 5000 m        | 51:55 min                               |
| Dienstgipfelhöhe            | 5500 m                                  |
| Reichweite                  | 500 km                                  |
| Flugdauer                   | 3 h                                     |
| Bewaffnung                  | 2–3 MG, 4–5 10 kg Minen-Bomben          |